# Lipno
Lipno je naseljeno mjesto u gradu Ljubuškom, Federacija BiH, BiH.

## Zemljopisni položaj i prirodne značajke
Smješteno je na gotovo samoj četveromeđi općina Ljubuški, Čitluk, Široki Brijeg i Grude, (s istoka Hamzići, sa sjevera Buhovo, s juga Radišići, sa zapada Grljevići). Površine je 14,2 km2, najniža točka je 209 m, a najviša 455. Reljef čini središnje polje okruženo okolnim brdima te gorskim predjelima na sjeveru. Najčešće se dijeli na Gornje Lipno i Donje Lipno. Crkveno pripada župi Grljevići. Crkva posvećena Uznesenju Blažene Djevice Marije izgrađena je 1972.

## Stanovništvo

### Popisi 1971. – 1991.
| Lipno              |               |               |               |
| godina popisa      | 1991.         | 1981.         | 1971.         |
| Hrvati             | 532 (99,25 %) | 562 (99,82 %) | 717 (99,72 %) |
| Muslimani          | 0             | 0             | 0             |
| Srbi               | 0             | 0             | 0             |
| Jugoslaveni        | 0             | 0             | 0             |
| ostali i nepoznato | 4 (0,74 %)    | 1 (0,17 %)    | 2 (0,27 %)    |
| ukupno             | 536           | 563           | 719           |

### Popis 2013.
| Humac              |             |
| godina popisa      | 2013.       |
| Hrvati             | 223 (100 %) |
| Bošnjaci           | 0           |
| Srbi               | 0           |
| ostali i nepoznato | 0           |
| ukupno             | 223         |

## Povijest
O životu u prapovijesno doba svjedoči više kamenih gomila rasutih po brdskim predjelima Brkića (3), Gomila (pet, najveća Raspudića), Grabovine (14), Laguše (7) i Pavlovića (15). Postoje i gradine iz brončanoga i željeznoga doba: na eliptičnoj zaravni dimenzija 30 × 20 m Nakića gradina (na koti 303), jugozapadno od seoskih kuća, lijevo od ceste Lipno – Grljevići, s ostacima suhozida visine i do tri metra, na kojoj su pronađeni ulomci grube keramike; Buntića gradina, na obronku padine iznad polja i seoskih kuća, te gradina na predjelu Grive. Značajne nalaze čine srednjovjekovni stećci. U mjesnom groblju, nalazi se 12 primjeraka (tri škrinje, osam ploča i jedan sljemenjak). Vidljivo ih je sedam, tri su pod zemljom, a dva su nestala. Jedan primjerak je ukrašen rozetom i mladim mjesecom. Na lokalitetu Glavica u polju, 150 m južno od mjesne ceste, nalazi se sedam sačuvanih primjeraka na prapovijesnoj gomili, danas većim dijelom oštećenoj, a lokalitet zapušten. Jedan stećak (a možda i kamenolom za nadgrobnjake) vidi se na Šupljoj gomili nedaleko od Kozinovače. Dolaskom Turaka (15. stoljeće) Lipno će opustjeti i neko razdoblje ostati nenaseljeno što se navodi u Zbirnom popisu Bosanskog sandžaka, isto tako nekoliko godina poslije u Poimeničnom popisu sandžaka vilajeta Hercegovina. Godine 1910. u Lipnu je zabilježeno 50 kuća s ukupno 359 osoba: 184 muškarca i 175 žena. Tijekom Drugog svjetskoga rata stradao je 81 stanovnik. Njima u čast podignut je spomenik u blizini groblja. Značajan dio stanovnika se iselio uglavnom u SAD, Australiju, Kanadu i Urugvaj (od 1900. do 1960. 67 osoba).

## Poznate osobe
- Popis poznatih osoba iz Lipna